# Керт, Георгий Мартынович
Гео́ргий Марты́нович Керт (1923—2009) — советский и российский лингвист, специалист по финно-угорским языкам, Заслуженный деятель науки РСФСР.

## Биография
Родился 1 февраля 1923 года в деревне Каменка Ораниенбаумского района Ленинградской области.
Участник Великой Отечественной войны.
В 1950 году окончил Филологический факультет Ленинградского государственного университета по специализации «Финский язык и литература». Учился у основателя кафедры финно-угорской филологии Ленинградского государственного университета Дмитрия Владимировича Бубриха (1890—1949). С 1950 по 1953 год учился в аспирантуре Института языкознания Академии наук СССР.
С 1953 года стал работать в Институте языка, литературы и истории Карельского научного центра Академии наук СССР в Петрозаводске, с 1959 по 1986 год — заведующий сектором языкознания. Занимался исследованиями саамских языков Кольского полуострова. С 1954 года — кандидат филологических наук, в 1972 году защитил докторскую диссертацию. Преподавал финский, карельский и саамский языки в высших учебных заведениях Карельской АССР. Также владел венгерским и эстонским языками.
Был активным участником обществ дружбы «СССР-Финляндия» и «СССР-Венгрия». Внёс большой вклад в организацию изучения финского языка как иностранного в СССР.
Член Совета Комитета финно-угроведов с 1973 года, Совета по топонимии Российской академии наук. Автор свыше 150 научных работ.
В 1960—1979 годах — председатель Федерации настольного тенниса Карельской АССР, участвовал в республиканских ветеранских турнирах по настольному теннису.
Заслуженный деятель науки Карельской АССР (1973), Заслуженный деятель науки РСФСР (1983).
Совеместно с заведующим кафедрой финно-угорской филологии Санкт-Петербургского государственного университета в 1991—2007 годах Леонидом Ивановичем Сувиженко провёл большую работу по сохранению научного и творческого наследия основателя кафедры финно-угорской филологии Санкт-Петербургского государственного университета Дмитрия Владимировича Бубриха — одного из авторитетнейших в мире специалистов в области финно-угорской филологии.
Умер 26 сентября 2009 года в Петрозаводске.

## Научная работа
В 1997—2004 гг. Георгий Мартынович Керт вместе с сотрудниками ИПМИ КарНЦ РАН занимался разработкой топонимической базы данных Северо-Запада России TORIS. По результатам успешной работы была создана компьютерная база данных и веб-сайт по адресу toris.krc.karelia.ru. База данных содержит более двух тысяч топонимов Европейского севера России, а также сайт содержит библиографическую базу данных о публикациях по прибалтийско-финской и саамской топонимии.

### Основные публикации
- Керт Г. М. Саамская топонимная лексика. — Петрозаводск, 2009.
- Керт Г. М. Применение компьютерных технологий в исследовании топонимии (прибалтийско-финской, русской). Петрозаводск, 2002.
- Керт Г. М. Очерки по карельскому языку: Исследования и размышления. Петрозаводск, 2000.
- Керт Г. М., Зайков П. М. Образцы саамской речи. — М., 1988.
- Керт Г. М. Словарь саамско-русский и русско-саамский. — Л., 1985.
- Керт Г. М. Саамский язык (кильдинский диалект): фонетика, морфология, синтаксис. — Л., 1971.
- Керт Г. М. Образцы саамской речи. — М., 1961.